# Europese kampioenschappen veldrijden 2021 - Mannen beloften
Het Europees kampioenschap veldrijden 2021 voor mannen beloften werd gehouden op zaterdag 6 november op de VAM-berg in het Nederlandse Wijster. De Nederlander Ryan Kamp won zijn tweede titel bij de beloften.

## Uitslag
| Pos.          | Renner                  | Land                | Tijd      |
| ------------- | ----------------------- | ------------------- | --------- |
| Europese trui | Ryan Kamp               | Nederland           | 50'03"    |
| Zilver        | Niels Vandeputte        | België              | + 1"      |
| Brons         | Thibau Nys              | België              | + 1"      |
| 4             | Joran Wyseure           | België              | + 8"      |
| 5             | Emiel Verstrynge        | België              | + 15"     |
| 6             | Cameron Mason           | Verenigd Koninkrijk | + 19"     |
| 7             | Witse Meeussen          | België              | + 26"     |
| 8             | Jente Michels           | België              | + 29"     |
| 9             | Filippo Fontana         | Italië              | + 35"     |
| 10            | Pim Ronhaar             | Nederland           | + 42"     |
| 11            | Anton Ferdinande        | België              | + 52"     |
| 12            | Joseph Blackmore        | Verenigd Koninkrijk | + 1'02"   |
| 13            | Loris Rouiller          | Zwitserland         | + 1'05"   |
| 14            | Théo Thomas             | Frankrijk           | + 1'06"   |
| 15            | Davide Toneatti         | Nederland           | + 1'17"   |
| 16            | Gerben Kuypers          | België              | + 1'24"   |
| 17            | Toby Barnes             | Verenigd Koninkrijk | + 1'38"   |
| 18            | Tibor del Grosso        | Nederland           | + 1'41"   |
| 19            | Florian Richard Andrade | Frankrijk           | + 1'50"   |
| 20            | Mees Hendrikx           | Nederland           | + 1'51"   |
| 21            | Hugo Kars               | Nederland           | + 1'51"   |
| 22            | Dario Lillo             | Zwitserland         | + 1'51"   |
| 23            | Antoine Huby            | Frankrijk           | + 1'56"   |
| 24            | Hugo Jot                | Frankrijk           | + 1'58"   |
| 25            | Bailey Groenendaal      | Nederland           | + 2'01"   |
| 26            | Corran Carrick-Anderson | Verenigd Koninkrijk | + 2'05"   |
| 27            | Danny van Lierop        | Nederland           | + 2'08"   |
| 28            | Robert Hula             | Tsjechië            | + 2'44"   |
| 29            | Matej Stransky          | Tsjechië            | + 2'55"   |
| 30            | Joris Delbove           | Frankrijk           | + 3'02"   |
| 31            | Cedric Pries            | Luxemburg           | + 3'05"   |
| 32            | Filip Mard              | Zweden              | + 3'19"   |
| 33            | Finn Treudler           | Zwitserland         | + 3'24"   |
| 34            | Luke Verburg            | Nederland           | + 3'27"   |
| 35            | Noé Castille            | Frankrijk           | + 3'29"   |
| 36            | Gustav Dahl             | Denemarken          | + 3'30"   |
| 37            | Pascal Tömke            | Duitsland           | + 3'33"   |
| 38            | Jakub Ríman             | Tsjechië            | + 3'38"   |
| 39            | Alain Suarez Fernandez  | Spanje              | + 3'43"   |
| 40            | Timo Müller             | Zwitserland         | + 3'46"   |
| 41            | Lorenzo Masciarelli     | Italië              | + 4'11"   |
| 42            | Luca Harter             | Duitsland           | + 4'36"   |
| 43            | Miguel Rodriguez Novoa  | Spanje              | + 4'50"   |
| 44            | Tom Lindner             | Duitsland           | + 4'53"   |
| 45            | Pavel Jindrich          | Tsjechië            | + 5'27"   |
| 46            | Fabian Eder             | Duitsland           | + 5'41"   |
| 47            | Matous Fiala            | Tsjechië            | -1 ronde  |
| 48            | Simon Bak               | Denemarken          | -1 ronde  |
| 49            | Szymon Pomian           | Polen               | -3 rondes |
| 50            | Karl-Erik Rosendahl     | Denemarken          | -4 rondes |
| -             | Samuele Leone           | Italië              | DNF       |
| -             | Miguel Sanchez Prado    | Spanje              | DNF       |
| -             | Carl Kagevi             | Zweden              | DNF       |

| Pos. | Punten | Prijzengeld |
| ---- | ------ | ----------- |
| 1    | 60     | € 700       |
| 2    | 40     | € 400       |
| 3    | 30     | € 300       |
| 4    | 25     | -           |
| 5    | 20     | -           |
| 6    | 17     | -           |
| 7    | 15     | -           |
| 8    | 12     | -           |
| 9    | 10     | -           |
| 10   | 8      | -           |
| 11   | 6      | -           |
| 12   | 4      | -           |
| 13   | 2      | -           |
| 14   | 1      | -           |

## Reglementen

### Landenquota
Nationale federaties mochten het volgende aantal deelnemers inschrijven:
- 8 rijders + 4 reserve rijders

### Startvolgorde
De startvolgorde per categorie was als volgt:
1. Meest recente UCI ranking veldrijden
2. Niet gerangschikte renners: per land in rotatie (o.b.v. het landenklassement van het laatste WK). De startvolgorde van niet gerangschikte renners binnen een team werd bepaald door de nationale federatie.

2003 · 
2004 · 
2005 · 
2006 · 
2007 · 
2008 · 
2009 · 
2010 · 
2011 · 
2012 · 
2013 · 
2014 · 
2015 · 
2016 · 
2017 · 
2018 · 
2019 ·
2020 ·
2021 ·
2022